# HomoloGene
HomoloGene је онлајн база података о еукариотским хомологим генима. Део је веб портала Entrez. Организми чији су геноми укључени у претрагу су: човек (Homo sapiens), шимпанза (Pan troglodytes), домаћи пас (Canis lupus familiaris), домаће говедо (Bos taurus), миш (Mus musculus), зебрица (Danio rerio), сиви пацов (Rattus norvegicus), кокошка (Gallus gallus), воћна мушица (Drosophila melanogaster), гамбијски маларични комарац (Anopheles gambiae), Arabidopsis thaliana, пиринач (Oryza sativa), Magnaporthe grisea, Neurospora crassa, Caenorhabditis elegans, квасац (Saccharomyces cerevisiae), Kluyveromyces lactis, Eremothecium gossypii, Schizosaccharomyces pombe и Plasmodium falciparum.

## Укључене базе података
- : Информатика мишјег генома
- : Мрежа информација о зебрици
- : База података о геному квасца
- : База података кластера ортологних гена
- : База података о генетици воћне мушице
- : Онлајн менделовско наслеђивање код човека